# Joseph Vianney Fernando
Joseph Vianney Fernando (ur. 6 sierpnia 1942 w Buruliapitiya-Negombo) – lankijski duchowny rzymskokatolicki, w latach1983–2021 biskup Kandy.